# Эффект Персонова
Эффектом Персонова в ряде источников (особенно часто — в англоязычной научной литературе) называют явление лазерного возбуждения тонкоструктурных (линейчатых) спектров люминесценции сложных органических молекул в твердых растворах (матрицах).
Впервые наблюдался Р. И. Персоновым и сотрудниками в Институте спектроскопии АН СССР в 1972 году.
Данное открытие вместе с методом лазерного выжигания стабильных спектральных провалов (1974 г.). заложили основы нового направления — тонкоструктурной спектроскопии примесного центра в сложных примесных твердотельных системах (англ. laser selective spectroscopy).